# Gracias por el fuego (novela)
Gracias por el fuego es una novela de Mario Benedetti, publicada en Montevideo por la editorial Alfa en mayo de 1965. El sello reeditó la novela en los años sucesivos y en 1972 llegó a la novena edición. En 1969 apareció en México (Era) y en Cuba (Casa de las Américas); en 1974 en España (Laia) y en Argentina. Fue traducida a siete idiomas (alemán, esloveno, francés, georgiano, polaco, portugués y ruso) y finalista del Premio Biblioteca Breve de Seix Barral, Barcelona. Luego de la participación en el premio citado, se recomendó su publicación, pero no pasó la barrera de la censura franquista, que la acusó de ofender los conceptos de honor, familia y patria.

## Antecedentes
En 1959, cuando comenzó la revolución cubana, Benedetti viajó a Estados Unidos y permaneció allí por cinco meses. Según sus propias declaraciones, efectuadas en una entrevista dada a Jorge Ruffinelli en 1974, obtuvo una beca debido al éxito alcanzado por su obra teatral Ida y vuelta, estrenada en 1958 [...] La experiencia de las luchas por los derechos civiles de los afroamericanos y de las limitaciones de la democracia liberal norteamericana despertaron en él una conciencia política más nítida y, sobre todo, su antiimperialismo, que mantendrá hasta sus últimos días.

## Estructura
La novela tiene quince capítulos. Ya el primero es un resumen, donde diversos representantes de la clase media alta uruguaya muestran sus problemas de identidad y su relación conflictiva con el país. Está basado en el diálogo entre quince comensales.
Los capítulos dos a trece desarrollan el conflicto entre Ramón y su padre, Edmundo Budiño. Comienzan y terminan en la oficina de Edmundo en un noveno piso. Se describen -sobre todo- los monólogos interiores, consideraciones retrospectivas y la corriente de conciencia de Ramón. En el tercer capítulo, Ramón y su hermano Hugo escuchan una cinta magnética con un diálogo entre Edmundo y un empleado, Villalba. El sexto capítulo es un diálogo entre Edmundo y su nieto Gustavo.
Los capítulos catorce y quince son un epílogo con dos aspectos completamente diferentes: en el catorce, Dolly, la cuñada y efímera amante de Ramón, reflexiona sobre éste y las circunstancias de su muerte. El capítulo quince nos presenta a un Edmundo acabado y la liberación de Gloria, su amante de muchos años.

## Trama
El primer capítulo es el único que no transcurre en Uruguay. El marco espacial y temporal está claramente definido: New York, Broadway, calle 113, un restorán visitado sobre todo por hispanohablantes. Una noche de abril de 1959. La zona es pobre y las casas tienen los frentes descascarados. Un grupo de quince uruguayos, hombres y mujeres, de los cuales la mayoría pertenece a la clase media alta se ha reunido allí. Se entablan conversaciones insulsas y frívolas donde los comensales declaran su admiración por las virtudes de la modernidad, por los Estados Unidos y, al mismo tiempo, expresan su desprecio por el Uruguay. Sostienen que "Montevideo no es nada     no tenemos nada […]  salimos de una huelga para entrar en otra […] entre nosotros el obrero es la chusma [ ... ] nada, no producimos nada [ ... ] tenemos una filosofía de tango, y así no se va a ninguna parte [...] yo no pienso regresar al Uruguay; alguna vez, puede ser, de visita, pero a radicarme jamás".
Mientras denigran al país, suena el teléfono. Algo tremendo ha ocurrido: "Una catástrofe. Una inundación espantosa. Un maremoto. El agua arrastra todo por las calles. Todo destruido. Una catástrofe como nunca. El país borrado del mapa."  La tesitura de los uruguayos cambia radicalmente: "Es un lindo país [...] se puede trabajar sin miedo [ ... ] nadie nos molesta [. ..] es mi país, es mi patria [...]  "mi mamita, mi hermano, mi pobrecito papá", etc.
Ramón Budiño, el protagonista de la novela,  piensa en su hijo Gustavo, y en Dolly, la mujer de su hermano.
Vuelve a sonar el teléfono. Todos quedan paralizados. Suspiros de alivio ante las nuevas noticias. Todo era una exageración: Se trata de una inundación, más importante que las de otros años, pero nada serio. Un gran silencio, y luego del susto, todo vuelve a la normalidad, alegría, coqueteos, nuevas quejas: "Convénzanse. Somos una porquería. Ya lo vieron. Ni siquiera somos capaces de tener una catástrofe de primera clase." 
Los comensales no han aprendido nada, excepto Ramón Budiño, el cual empieza a replantearse toda su vida y entorno.
Luego escuchamos la voz de Ramón, quien nos cuenta cómo treinta y siete años han pasado desde que se sentía protegido, contento, orgulloso por saberse hijo de un "tipo impecable", de un padre que todavía no era el Viejo, sino sólo papá; de un hombre "elegante, siempre afeitado, seguro de sí mismo". Treinta y siete años desde aquel día cuando, por soportar estoicamente el piquete de una inyección, su padre le permitió escoger el juguete que más le gustaba, y le compró no una, sino diez cajas de soldaditos. Pero después de treinta y siete años, el protagonista es un hombre adulto sin madurar porque siempre ha vivido a la sombra de Edmundo Budiño, a cuya voluntad él siempre se sometió, y de quien ahora sabe que es un hombre corrupto, admirado, déspota, respetado, temido, cuya imagen actual no corresponde al ideal de los días de la niñez de Ramón.
¿Cuándo, se desvaneció su amor por el padre? El día en que el protagonista -aún joven- presenció la escena que lo obsesiona. Su memoria está marcada por el recuerdo de la violación de su madre. Ella no quiere, el Viejo la golpea; luego, el grito de la mujer. "Quedé paralizado. Yo tenía que haber entrado, tenía que haberle dado con una silla en la cabeza. Ahora lo sé. Pero entonces estaba estupefacto. Y además no podía verla a ella desnuda, yo no lo hubiera soportado. Papá se había convertido en el Viejo. Después la agitación, el ruido del elástico, la respiración ronca y con tos, y un gemido entrecortado, lloroso, vencido.", confiesa Ramón. Para Ramón, el desencanto también llegó cuando se enteró de que el Viejo financiaba bandas fascistas y estaba metido en negocios sucios.
La conciencia de Ramón está plena de recuerdos, pesadillas y obsesiones: la rutina conyugal con Susana, su mujer; los desencuentros con Gustavo, su hijo; su anhelo por su cuñada, Dolly, a quien ama; el arcaico odio por su padre, renovado cada día. Reflexiona: "Tengo que matarlo, no hay otra salida para mí."  Y se lo repite también a Dolly, mientras ella duerme, el día en que duermen juntos.
Un día, en la oficina de Edmundo, Ramón quiere ejecutar la sentencia. Prepara su proyecto, corrige los detalles, pero en el último momento es incapaz de llevarlo a cabo. "No puedo matarlo. Todo es más fuerte que yo: El Viejo, los lugares comunes, los tabúes de mí clase, los prejuicios."  Entonces su odio apunta hacia otro objetivo, su venganza se repliega contra sí mismo: el Viejo ha vencido una vez más. Ramón se tira por la ventana y muere.
El epígrafe del capítulo siguiente (14) es un aforismo de Cesare Pavese: I suicidi sono omicidi timidi (Los suicidios son asesinatos tímidos).
El Viejo, sin embargo, triunfa para su perdición. Su arrepentimiento es desproporcionado y tragicómico. Edmundo Budiño queda doblado, vencido, caviloso; pero el suicidio del hijo -de hecho- no lo conmueve. A Gloria, su amante, le repugna esa actitud. Se siente empujada a despreciarlo, a abandonarlo a solas con su rencor. Está harta de él, de ese viejo que sigue tan egoísta, reseco y cínico como siempre. Dando un portazo se va.

## Título
En la novela la alusión al título se hace en dos momentos, En primer lugar, se refiere a un encuentro entre Ramón Budiño y Gloria Casellí, la amante del Viejo, cuando aquel le encendió un cigarrillo durante un viaje en avión y ella se lo agradeció: "En otra oportunidad, lo tuvo de compañero de asiento en un avión de Pluna, hasta Buenos Aires, Ramón no se acordó de ella, o aparentó que no se acordaba. No, seguramente no fingió. No hablaron casi nada durante el viaje. Ella tomó un cigarrillo y él le acercó el encendedor. ‘Gracias por el fuego’, había dicho ella”
En segundo lugar se refiere irónicamente al agradecimiento silencioso que Gloria da a Ramón por haber hecho vulnerable al Viejo con su suicidio y haber provocado en ella el deseo de rebelión:  “Acaso el pobre Ramón, piensa Gloria, se mató por cobardía, acaso se tiró desde el noveno piso por no matar al padre, pero de todos modos consumó su venganza. Porque esa muerte ha vuelto vulnerable a Edmundo Budiño. Esa amenaza que no se cumplió ha colocado muchas amenazas en el aire. Gracias por el fuego”.
Según Mª Jesús Tapial Antón "el fuego es un símbolo de la acción que supone la toma de conciencia del pueblo uruguayo ante La Revolución cubana, porque Ramón, metáfora política del pueblo, se purifica con su suicidio y se libera de un mundo inauténtico, ya que su muerte convierte a su padre en un ser débil y deja ver la verdadera cara de Edmundo Budiño".
Jacques Soubeyroux señala también la metáfora del fuego en la trama: "Encerrados en este espacio ficticio, privados de toda libertad, de toda posibilidad de acción, los personajes (Ramón, Dolly, Gloria, pero también finalmente Edmundo) están sometidos a la rutina de una vida sin esperanza, condenados a vivir sin posibilidad alguna de evasión. La rebelión de Ramón contra los mecanismos de poder de su propia clase está condenada de antemano al fracaso. Su suicidio, en cambio, es un hecho imprevisto, minúsculo, una chispa que puede amenazar todo el sistema, si el fuego encendido por Ramón se propaga a los demás personajes, como lo sugiere el título." 

## Personajes

### Ramón Budiño
El protagonista es un hombre de clase media de unos cuarenta años con una situación acomodada. Tiene una casa en un barrio bien situado, un auto y una agencia de viajes. Está casado y tiene un hijo. Si bien su situación económica es buena, sucesos en el pasado tienen gran influencia sobre su estado anímico y lo llevan a la convicción de estar viviendo una mentira.
Una palabra recurrente puede caracterizar su vida: la rutina. Rutina en su relación sexual con su mujer: «La rutina se vuelve inevitable [...] El problema es el envilecimiento de la rutina», rutina de toda la vida, hasta tal punto que el acto de matar a su padre le parece como «el final de una rutina». Las únicas acciones con las que Ramón trata en vano de romper esa rutina son las dos escenas de amor con su cuñada Dolly, y con la que fue su vecina de mesa en el restaurante de Nueva York, Marcela Torres de Solís.
La relación de dependencia en la que se encuentra Ramón es definida claramente por su padre: "Fui yo, con mi plata suciamente ganada, quien te dio la oportunidad que otros no tienen. No importa que me devuelvas el dinero. El hecho sigue siendo el mismo. Vos, y tu mujer, y Gustavo, disfrutan de una posición económica y social que, en honor a la verdad, no puede considerarse estrecha. Pero esa linda posición se debe pura y exclusivamente a que yo, el Viejo cretino y deshonesto, te di a vos ochenta mil pesos suciamente habidos. Dentro de dos años, antes quizá, me habrás devuelto todo el dinero, pero con ello no habrás borrado ni eliminado ese lanzamiento excepcional que te brindó mi préstamo." 
Edmundo Budiño comprende también el dilema de Ramón "Un indeciso, eso es lo que es. Un indeciso y un cobarde. El resultado es que me odia. Me odia tanto que quisiera verme muerto, y estoy seguro de que su ensueño favorito ha de ser la maquinación de mi asesinato. Pero nunca conseguirá el valor suficiente para cometerlo. No es capaz de matar una mosca, pero en este mundo hay que ser capaz de matar algo más que moscas. Ahora ya no hay solución entre él y yo. A partir del momento en que aceptó mi plata para la agencia, todo se acabó. Cada vez me odiará más. Cada vez lo despreciaré más. Ahora, sólo podría salvarse si se decidiera de una vez por todas a acabar conmigo." 
Más allá de sus dilemas personales, Ramón es un analista agudo de la sociedad y la situación política uruguaya. En ese sentido, es un alter ego de Benedetti, que continúa el análisis que ya había comenzado en El país de la cola de paja. Ramón considera que la crisis más profunda del Uruguay es de carácter moral y descree de posiciones marxistas que reducen los cambios necesarios a lo puramente económico. Considera "que la única transformación eficaz vendrá por la educación política"  y no por cambios repentinos

### Edmundo Budiño
J. Guyot opina que la figura de Edmundo Budiño está construida con rasgos y facetas de diversos líderes y dictadores latinoamericanos. Se trata de un carácter eminentemente negativo, que describe con gran lucidez su ascenso a la posición que ocupa: "¿Cómo  querés  que  no  desprecie  a  la  gente,  si  la  gente  me  acepta  como  soy?  Desde  el  comienzo  fue  para  mí  una  tentación  espantosa:  estafarlos,  joderlos. Pero eso sí, prometiéndome formalmente que al primer alerta, al primer síntoma de que su sensibilidad funcionaba, no tendría inconveniente en retroceder. Te diré más aún: de muchacho pensé que quería saber dónde estaba el fondo de este país, porque sólo sabiendo dónde está el fondo verdadero uno puede apoyarse. Y empecé mis sondeos. Una mentira y no toqué fondo; una burla y no toqué fondo; una superchería, y tampoco; una estafa monetaria, y nada; un fraude moral, y menos que menos; coacción, presiones, chantaje, y cero; [...] Pero te confieso que me estoy aburriendo. ¿Es que este país no tiene fondo?" 
Sus opiniones sobre el sistema político son tajantes: "En la democracia me hago caca, pero me sirve para ganar plata y entonces soy Demócrata con todas las mayúsculas que quieras. Ésa es la gran afinidad, que vos nunca podrás comprender, entre los Estados Unidos y este servidor. A ellos tampoco les importa la democracia, a ellos también les interesa el negocio. Democracia les significa buena propaganda y hacen tanto ruido con ella, incluso frente a Cuba, que nadie se acuerda de cómo alimentan a Stroessner y a Somoza, dos de los míos." 
Dolores lo describe en el entierro de Ramón: "El Viejo [,,,] como un irrisorio monumento, como un prócer tóxico, dosificando sus estremecimientos para que el público, trepado sobre los canteros o apoyado en las lápidas, tomara buena nota de su dolor de padre conmovidamente famoso." 

### Gustavo Budiño
El hijo de Ramón tiene diecisiete años y sus propias ideas sobre la situación política del país: "Convénzase, abuelo, dijo Gustavo. Los partidos tradicionales están en vía de descomposición. ¿Dónde están Batlle, Saravia, Brum? Todos bajo tierra. Allí también están sus respectivos idearios: bajo tierra."  Ramón reflexiona sobre su hijo y sus polémicas con el abuelo: "Sentí de pronto un gran cariño por Gustavo, no el de siempre, no el manso afecto de saberlo mi hijo, sino uno activo, renovado, militante. El Viejo está inseguro, pero despliega una gran seguridad. Gustavo está seguro, pero no sabe explicar su propia seguridad. El Viejo es un veterano, un campeón de la polémica, un experto en sus tretas. En ese sentido, el pobre Gustavo es un lactante. Sin embargo, cómo quisiera apostar por él. En el núcleo de su inexperiencia hay una convicción. Tiene la suerte de haber desembocado en un mundo que está reconociendo sus vergüenzas, que está decidiendo jugar su suerte, que está convirtiendo en algo seguro la antigua y remota probabilidad de su salvación.
Se ha postulado que Gustavo, así como Diego en La tregua y luego una figura similar en El cumpleaños de Juan Ángel es un personaje colectivo que Benedetti descubre en la realidad uruguaya y que cree posible la Revolución Hispanoamericana.

### Dolores
Ramón encuentra el amor que busca en Dolores, la esposa de su hermano Hugo. Al igual que Ramón, ella no es feliz en su matrimonio, pero tampoco es capaz de modificar la situación. Ella "está  inserta  en  las  mismas coordenadas que Ramón, dividida entre la seguridad del statu quo y los anhelos de transformación, contagiada por un entorno adocenado y gris, víctima de la cortedad de miras de la sociedad en que vive." 

### Gloria Caselli
Era una joven dinámica, activa en la Facultad y en el Salón Nacional de Bellas Artes. Edmundo la seduce siendo una adolescente todavía virgen, y la convierte en su amante y confidente inofensiva durante veintidós años; una amante siempre fiel —a pesar de las otras relaciones ocasionales de él— y a quien desde el principio mantiene en secreto, aun después de enviudar, porque nunca considera la posibilidad de casarse con ella; una amante siempre clandestina, escondida, ignorada de todos. Él se las arregla muy bien para ser discreto. Además, los que sospechan tienen miedo de indagar; nadie se atreve a descubrir el punto débil de Edmundo Budiño, institución nacional. Su relación con Gloria sigue siendo egoísta hasta hoy, cuando él tiene 68 años y hace tres que se acabó el sexo; ella tiene 41. "¿Es justo eso?", se pregunta.
La muerte de Ramón y la reacción de Edmundo son, sin embargo, la chispa inicial del proceso que la llevará al final de la novela a recuperar su libertad.

### Alejandro Larralde
Es, como Ramón, otro asistente a los acontecimientos de abril del 59 en Nueva York. Más tarde, descubre en su calidad de periodista un contubernio con figuras políticas para generar riqueza por medios ilícitos en el cual está involucrado Edmundo Budiño. El viejo, al ser informado de que el periodista sabe lo sucedido y quiere hacerlo público, se adelanta a ello y lo hace despedir. Larralde es una de las pocas figuras (Villalba, que organiza una huelga, es otra) en la novela que no está dispuesta a doblegarse a la voluntad de Edmundo Budiño. Como reflexiona Ramón: "Larralde tuvo el coraje que a mí me falta".

## Recepción e interpretación
Germán Carrillo opina que "Los diálogos del primer capítulo "ponen en evidencia, de inmediato, el grado de encallecimiento moral y patriótico, la falta de ideales y principios definidos, la superficialidad e indiferencia de casi todos ante los problemas sociales del país con el que rehúsan toda forma de identidad y lealtad." 
Mª Jesús Tapial Antón acota que "Gracias por el fuego refleja a través de la tensión entre Ramón y Edmundo Budiño la corrupción y el progresivo desgaste de la democracia uruguaya. Padre e hijo no son sino una metáfora política del enfrentamiento Estado-Ciudadanos. En esto el autor se adelanta a los acontecimientos, pues aún faltaban diez aflos para el golpe militar que se producirla en Uruguay y que duraría hasta el año 1984. El propio autor hablando de su novela comentó que el final de la obra 'es una exaltación de la acción como única forma de salida histórica al conflicto del Uruguay de hoy' " 
F. J. Ibáñez Castejón afirma "que la relación entre Budiño y su padre alcanza el nivel alegórico [...] En la novela  [...] se percibe cómo la relación hijo-padre logra el nivel de representación simbólica del pacto entre las clases medias y las altas para controlar el país y, al mismo tiempo, hundirlo. Así como ambos sectores sociales, a pesar de todo lo que les separa, se necesitan, tanto Ramón como Edmundo se requieren mutuamente también. Para Budiño, el padre es la garantía de la estabilidad de su vida, mientras que este necesita del primero para reafirmarse, para sentirse el amo de todo y todos.
Mario Spitaleri considera que "Son dos las variables que conforman los contenidos temàticos de Gracias por el fuego. La primera es psicològica y tiende a explicar el suicidio de Ramón Budino al establecer un cuadro clínico de la neurosis de este personaje, su origen y desarrollo hacia una psicosis de introversiòn que lo va a conducir al suicidio. Esta variable es la que proyecta la novela hacia un plano universal ya que muestra la angustia existencial de un hombre en conflicto con los valores morales y sociales de su época. La segunda variable pone en evidencia la pasividad intelectiva de una muestra representativa de la sociedad uruguaya que va en función de un "statu quo" de bancarrota moral en que se encuentra la democracia del Uruguay. Esta segunda variable constituye el trasfondo político-sociológico de la novela, a la vez que acusa la conciencia de las élites econòmicas y políticas del Uruguay por su falta de interés y comprensiòn de la verdadera problemàtica social del pals." 
En "Capítulo Oriental" se sostiene que "Gracias por el fuego, funciona deliberadamente en dos planos. Uno externo, que va pautando la toma de conciencia de un frustrado parricida, cuyo esquema proyecta, simbólicamente, el desgarramiento del país entero. Conversaciones superficiales, que rehúyen elípticamente el centro de los temas, alimentan este plano externo de la narración. El chiste fácil, la ágil condición de periodista que hay en Benedetti, conspiran contra la solidez de muchas de las páginas de esta novela. El otro plano es el interior: en los monólogos interiores de la novela se procura entrar al meollo de los problemas; meter, digamos, el dedo en el ventilador. El personaje opina sobre cuanto se le cruza al paso. No hay casi nada que escape a las duras calificaciones del franco-tirador Ramón Budiño, no hay tema que no tiña con sus opiniones. Y ese juicio casi monopolistico (Edmundo Budiño, Gloria Caselli y Dolly apenas contrabalancean el alud del protagonista) encarna un promedio bien típico de lo que pensaban a la sazón los inconformistas medios del país. En la medida en que encarna una condición promedial del uruguayo preocupado, resulta difícil asociar al irónico Ramón con un potencial parricida y menos con el suicida que resulta ser." 
Para Emir Rodríguez Monegal los personajes del autor de Gracias por el fuego son siempre el mismo: “un montevideano de clase media, mediocre y lúcidamente consciente de su mediocridad, desvitalizado, con miedo a vivir, resentido hasta contra sí mismo, quejoso del país y de los otros, egoísta por la incapacidad de comunicarse, de entregarse entero a una pasión, candidato al suicidio si no suicida vocacional... ...El personaje cambia de edad y de nombre, de condición social y de esperanzas superficiales, pero en su entraña es el mismo”  Monegal considera que "el odio [...] es aquí el motivo central de la novela. El odio se concentra en el padre de Ramón Budiño. Porque ahora sí, el complejo edipico desnuda de una vez por todas su máscara. El protagonista es un hombre maduro que ha vivido toda su vida a la sombra de su padre, un hombre poderoso y rapaz. Está marcado desde la infancia por esa personalidad que todo lo avasalla [...] La racionalización del odio está clara: el padre es un capitalista inescrupuloso, uno de los que se enriquecen con la miseria ajena, un explotador. Pero el odio arranca de más lejos: arranca de ese amor desmedido de Ramón Budiño por su padre, amor que lo frustra y hasta lo castra (simbólicamente) al verificar su impotencia detrás de la mampara." 
Mario Paoletti señala la problemática de la dimensión política que Benedetti quiere otorgarle a la novela: Gracias por el fuego se beneficia y se perjudica, casi por partes iguales, de la voluntad pedagógica de su autor: nos suministra una descripción invalorable de una zona muy oscura de la burguesía uruguaya (esa que pronto empujaría a los militares a que instauraran la dictadura) pero a costa, algunas veces, de que los personajes rocen el brochazo, tan lejos de la sutil telaraña con que se había urdido La tregua.

## Adaptación cinematográfica
La novela fue llevada al cine en 1984 por Sergio Renán. La película homónima fue protagonizada por Víctor Laplace, Lautaro Murúa, Dora Baret y Bárbara Mujica.